# Пушки, тёлки и азарт
«Пушки, тёлки и азарт» (англ. Guns, Girls and Gambling) — американский фильм 2012 года.

## Синопсис
Главным героем является невезучий Джон Смит, которого считают вором, укравшим бесценную древнюю маску. Разные наёмники начинают на него охоту.

## В ролях
| Актёр            | Персонаж      |
| ---------------- | ------------- |
| Кристиан Слейтер | Джон Смит     |
| Пауэрс Бут       | шериф Хатчинс |
| Джефф Фэйи       | Ковбой        |
| Крис Кэттэн      | Элвис-гей     |
| Хелена Маттссон  | Аннабель      |
| Гэри Олдмен      | Элвис-Элвис   |
| Меган Парк       | Синди         |
| Сэм Траммелл     | шериф Коули   |
| Энтони Вон       | Элвис-азиат   |
| Тони Кокс        | Элвис-карлик  |

## Отзывы
Марк Олсен из Los Angeles Times в целом остался разочарован фильмом. Натан Рабин из The A.V. Club посчитал, что сделать вывод о «Пушках, тёлках и азарте» можно по обложке DVD-издания. Наталья Серебрякова из Film.ru написала, что кино «с довольно приличным кастингом запорол режиссёр и автор сценария Майкл Уинник».